# Saint-Thiébault
Saint-Thiébault – miejscowość i gmina we Francji, w regionie Grand Est, w departamencie Górna Marna. Nazwa miejscowości pochodzi od imienia św. Teobalda.
Według danych na rok 1990 gminę zamieszkiwało 295 osób, a gęstość zaludnienia wynosiła 484 osób/km².